# Agapetes vitiensis
Agapetes vitiensis är en ljungväxtart som beskrevs av George Bentham, Amp; Hook. f. och Emmanuel Drake del Castillo. Agapetes vitiensis ingår i släktet Agapetes och familjen ljungväxter. Inga underarter finns listade i Catalogue of Life.